# 蒼明学院中等部
蒼明学院中等部（そうめいがくいんちゅうとうぶ）とは、岡山県笠岡市笠岡にある私立中学校。

## 概要
学校法人淳和学園により設置された。当法人は、岡山龍谷高等学校も設置しており、蒼明学院中等部と岡山龍谷高等学校は、同じ所在地に位置する。ただし、岡山龍谷高等学校との中高一貫教育を実施しておらず、中学生の間、私立の学校に通いたい生徒をターゲットとし、各中学生の能力を伸ばし、高等学校などの進学時にはさまざまな選択を設けるようにしている。

## 沿革

### 略歴
蒼明学院中等部は、2020年4月に開校した。

### 年表
- 2019年12月24日 - 岡山県知事より認可を受ける[3][4]
- 2020年4月8日 - 第一回入学式が行われる[5]

## 教育方針
生徒一人ひとりが「自分の哲学」をもち、常に新しいことに「挑戦」していくこと

## 学校行事
| - 4月 始業式 - 5月 - 6月 | - 7月 終業式 - 8月 - 9月 始業式 | - 10月 - 11月 - 12月 終業式 | - 1月 始業式 - 2月 白印忌・涅槃会・追悼会 - 3月 終業式 |

## 交通
- JR笠岡駅より東へ徒歩7分